# شهرك مهدي
شهرك مهدي هي قرية في مقاطعة نقدة، إيران. يقدر عدد سكانها بـ 659 نسمة بحسب إحصاء 2016.